# Lou Trotignon
Pour les articles homonymes, voir Trotignon.
Lou Trotignon, né le 14 juillet 1997 à Rambouillet, est un humoriste et militant pour les droits LGBT français. Avec Mérou, il est le premier humoriste français à consacrer un spectacle entier à la transidentité.

## Biographie

### Jeunesse et formation
Lou Trotignon nait le 14 juillet 1997 à Rambouillet,, où il grandit dans une fratrie de cinq enfants. Il découvre le théâtre à l'âge de sept ans. Durant son adolescence, il exprime avoir été très anxieux, et s'être intéressé aux films de zombies « notamment pour la question de la déshumanisation ». Il s'inscrit d'abord à Sciences Po Paris, avant de suivre des études en philosophie de l'art,, durant lesquelles il étudie, entre autres, les films de zombie. En parallèle, il travaille brièvement comme stripteaser,.

### Débuts dans le stand-up
Lou Trotignon débute le stand-up en 2020 au bar parisien La Mutinerie, où il anime par la suite des ateliers d’écriture et un plateau d’artistes. En septembre 2022, il suit une formation d'un an à l’Académie d’Humour pour se professionnaliser. La même année, il joue en première partie de Tahnee, travaille comme chroniqueur sur France Inter et est invité dans le podcast de Kyan Khojandi. Il participe aussi au Barbès Comedy Club de Shirley Souagnon et rejoint le collectif Comédie Love.
En avril 2023, il est sélectionné dans le cadre du tremplin du Printemps du Rire. Il se produit également au spectacle #fetelamour de l'association de lutte contre le VIH/sida AIDES.
Lou Trotignon revendique d'utiliser l'humour comme outil pédagogique d'éducation populaire, notamment pour lutter contre la transphobie,.

### SpectacleMérou
En 2020, Lou Trotignon débute sa transition de genre, dont il retrace le parcours dans son spectacle Mérou. Il commence à créer le spectacle, qui évoque sa non binarité, en 2021. Il explique avoir choisi le titre car il « renvoie à un poisson naturellement transgenre à plusieurs moments de sa vie ». Il ne destine pas son spectacle qu'à un public queer, mais aussi, entre autres, aux parents de personnes trans, afin d'ouvrir la discussion sur le sujet de la transidentité,. Il aborde également d'autres thématiques, comme le BDSM ou le travail du sexe.
Lou Trotignon raconte avoir modifié son spectacle pour le rendre « plus direct politiquement pour l’inscrire dans quelque chose de plus grand que [s]on histoire personnelle ». Avec Mérou, il est considéré comme le premier humoriste français à consacrer un spectacle complet à la transidentité,,. Mérou est mis en scène par Amiel Maucade, avec la collaboration artistique de Sandra Calderan,.
Lou Trotignon joue Mérou à La Nouvelle Seine puis pendant un an à guichets fermés au Théâtre Saint-Georges à Paris, avant d'entamer en 2025 une tournée dans toute la France. Exposé à une vague de transphobie, il est contraint d'annuler deux dates pour préserver sa santé mentale et physique, après avoir fait un malaise avant un spectacle. Sa 120e représentation se déroule le jeudi 6 février 2025, au Théâtre à l’Ouest à Auray, dans le Morbihan. En mars 2025, il joue au Théâtre 100 Noms à l'occasion de la journée internationale des droits des femmes. Il participe également à l'édition 2025 du festival Arcomik à Sainte-Étienne.

### Militantisme LGBT
Au-delà de son spectacle, Lou Trotignon milite et sensibilise sur les droits des personnes LGBT et notamment des personnes trans via ses réseaux sociaux. En 2025, il témoigne de son expérience de la transphobie dans le livre Transphobia d'Elie Hervé.

### Vie privée
Lou Trotignon est non binaire. Il fait son coming-out sur scène, lors d’un spectacle à Bruxelles. Il explique avoir choisi son prénom en hommage à Lou Sullivan, homme trans et militant américain pour les droits LGBT et la lutte contre le sida. Il effectue une mastectomie et commence une transition hormonale juste avant le début de son spectacle Mérou,.

## Prix et distinctions
En 2024, Lou Trotignon reçoit le prix de la Révélation de l'année 2024 à la Cérémonie des têtu, pour son spectacle Mérou,.